# Preston High School
La Preston High School è una scuola secondaria cattolica per sole ragazze nel quartiere di Throggs Neck, nel Bronx a New York. Preston è costituito da un Comitato direttivo di reggenti dell'Università dello stato di New York ed è riconosciuto dalla Middle States Association of Colleges and Schools.
A Preston le iscritte sono 600 fra ragazze provenienti dal Bronx e dalle aree vicine. Il 51% delle studenti è una minoranza, mentre per il 49% sono bianche.

## Storia
Preston High School fu riconosciuta nel 1947 dall'ordine religioso delle Sorelle della Divina Compassione, come un college indipendente.  L'edificio scolastico originale, conosciuto come "The Huntington Mansion" o "the mansion" per studenti e facoltà, fu acquistato da Collis P. Huntington, nel 1883.
La mansione fu venduta alle Sorelle nel 1927 e vi stabilirono la "Casa della sacra Famiglia" come residenza e scuola per ragazze. Essa fu convertita in un liceo nel 1947 e il nome fu cambiato in memoria del Monsignor Thomas Preston, che assieme alla Madre Mary Veronica (Mary Caroline Dannat Star) fondò l'ordine religioso suddetto.
La scuola si espanse nel 1960 e nel 1965 aggiungendo un altro edificio, a cui gli studenti si riferivano come "new building". Esso includeva molte più classi, una palestra, un bar, una biblioteca e un laboratorio scientifico. Con gli anni, fu aggiunta una sala di computer.
Nel 1997, durante il 50º anniversario della scuola, fu introdotto un nuovo logo ufficiale. Il ponte di Throggs Neck è incorporato in esso e rappresenta "il ponte verso l'opportunità", che rappresenta una sorta di iniziazione per coloro che vogliono essere introdotti nel mondo lavorativo.

## Curriculum
Tutte le sezioni della scuola sono preparatorie per l'università, in quanto ne sono propedeutiche. Gli studenti sono tenuti a considerare una preparazione in ogni campo, soprattutto quelli in cui le donne sono sottovalutate, come ingegneria, matematica, pedagogia e informatica.